# 阿保剛
阿保 剛（あぼ たけし）は、日本のゲーム音楽作曲家。
スタークラフト、KID、5pb.（現株式会社MAGES.）という3つの会社の作品の音楽を手掛けたことで知られている。

## 経歴

### スタークラフト入社まで
1973年1月17日生まれ、岩手県一関市出身。幼少期、学研の学習雑誌の付録としてついてきた様々な音に変化する電子機器をきっかけに、電子音に興味を持つ。
小学生の頃は、ファミリーコンピュータに熱中したほか、友人の家にあったパソコンのゲームを楽しむこともあった。
特に『テグザー』の音楽を気に入っており、それを口ずさむこともあった。
また、電機店で偶然耳にした『ロマンシア』の音楽も彼にとっては衝撃的な存在であり、当時は作曲者が古代祐三であることは知らなかったものの、今となってはあの音楽の影響を受けていたのではないかと2015年の電撃オンラインとのインタビューの中で振り返っている
加えて、彼はイエロー・マジック・オーケストラを好んでおり、彼らの音楽が電子音の組み合わせであることを知って以降は、自分もこのような音楽を作りたいと考え、家にあった小さな鍵盤でYMOごっこをすることもあった。
さらに、彼は電機店の店頭においてあるデモ用のパソコンに雑誌のサンプルプログラムを打ち込んで演奏することもあり、店員の手ほどきをうけながらプログラミングを学んだ。
シャープのX1Gというパソコンを親に買って貰った後は、シューティングゲームやツールなどを作成したが、ゲームに音楽が欲しいと考え、雑誌に掲載されていた他作品のBGMからフレーズを引用するなどの工夫を重ねた。
さらにその後、彼はX68000を購入し、ゲーム作りに没頭する中、自作のゲームをゲーム会社に持ち込むことを思いつく。そして、1992年、スタークラフトへ応募し、プログラマ兼サウンドとして採用される。

### スタークラフト入社後
阿保のスタークラフトでの初仕事はスーパーファミコン用ソフトのデバッグだった。
使ったことのないPC-9801を会社から支給された阿保は、独学で環境を構築していき、自由に作曲ができるようになった。
また、デバッグの傍ら、阿保はサウンドチップの説明書を読みながら、音色の作り方やサウンドドライバの使い方を学んでいった。
ある日、阿保は、自身の作曲能力を知った人物からスーパーファミコン用ゲームの参加とサウンドへの専任を命じられる。
そして、1993年、作曲家としてのデビューを果たす。

### KIDへの移籍～5pb.時代
1995年にKIDへ移籍し、同社が発売した多数の恋愛アドベンチャーゲームの音楽、効果音を担当した。
その楽曲数は毎年100曲前後に上った。
2006年12月にKIDが倒産した後、株式会社5pb.（現株式会社MAGES.）に入社、同社の音楽関連の活動に携わる。
2020年10月から3か月にわたり、KID時代の作品のサウンドトラックを集めた「阿保剛KID作品集」が配信専用で販売された。
「作品集」に収録されている作品群は、いずれも内蔵音源で構成されていることからハイレゾできないため、配信という形が取られた。

## 作風など
- ピアノの音色を多用するスタイルを取っている[1]。阿保はその理由として「ピアノはサントラに適した楽器で，どんなシーンにも合いますし，なんなら1つのゲームで使う曲をすべてピアノだけで作れるくらいの表現力があります。」と説明し、奥が深い楽器だとする一方、なんでもできてしまう分、最近は頼らないようにしていると箭本とのインタビューの中で語っている[1]。
- ゲームミュージックとしては珍しく、1曲あたりの演奏時間が比較的長め（3～4分）の作品が多い。
- 海外のポップスやダンスミュージックの影響を色濃く受けていることを認めており、たとえば『Memories Off』の音楽はマッシヴ・アタックなどからインスピレーションを得ている[4]。
- 音楽制作には他の多くの作曲家と同じくMacintoshを愛用している。音楽制作ソフトはPropellerhead社のReason[6]およびヤマハのCubaseを愛用。近年のプレイステーション2作品では、Reasonで制作したものをストリーミングで演奏しているものがほとんどである。一方で、Memories Off 2ndの「With memories」は、携帯電話の着信メロディ作成機能を用いてフレーズを書き留めた[3]。
- 阿保は様々なインタビューの中で、曲の作り方が作品によって異なると話しており、スタッフから具体的な指示を受けることもあれば、こちらから直接提案することもあるとしている[4][7]。また指定がなくても、日常風景やキャラクターのテーマやキーワードから連想して作ることもあったと振り返っている。一方で、楽器の演奏はしないため、アドリブには時間がかかるとしている[4]。

## 人物
- ファンから貰った感想に積極的に返事をするなど、大変気さくな人物である。
- 大変な自動車好きであり、しばしば一般参加の出来るカートレースに参加している。また、ホンダ・プレリュードの愛好家でもある[4]。

## 参加作品

### ゲーム関連
- Might and Magic IV: Clouds of Xeen (移植)
- Might and Magic V: Darkside of Xeen (移植)
- 指輪物語 (移植)
- The Legend of Kyrandia (移植)
- The Legend of Kyrandia2 Hand of Fate (移植)
- King's Bounty
- Space Hulk (移植)
- Lands of Lore (移植)
- Darwin's Dilemma
- Gear Works
- Starfire
- RHYME☆STAR
- FlixMix
- Inherid the Earth (移植)
- デッド・オブ・ザ・ブレイン1&2（PC-ENGINE版移植・BGMアレンジ・効果音）[4]
- きゃんきゃんバニー エクストラ（PC-FX版・BGMアレンジ・移植）
- ペプシマン
- 坂本龍馬・維新開国
- 超高速グランドール
- ゲームde青春
- Memories Offシリーズ
  - Memories Off
  - Memories Off 2nd
  - 想い出にかわる君 〜Memories Off〜（林克洋と分担）
  - メモオフみっくす
  - Memories Off 〜それから〜
  - Memories Off 〜それから again〜
  - Memories Off After Rain
  - Memories Off #5 とぎれたフィルム
  - Memories Off #5 encore
  - ユア・メモリーズオフ〜Girl's Style〜
  - Memories Off 6 〜T-wave〜
  - Memories Off 6 Next Relation
  - Memories Off ゆびきりの記憶
  - Memories Off -Innocent Fille-
  - Memories Off -Innocent Fille- for Dearest
- Never7 -the end of infinity-
- Ever17 -the out of infinity-
- Remember11 -the age of infinity-
- 12RIVEN -the Ψcliminal of integral-
- My Merry May
- My Merry Maybe
- 夢のつばさ
- 想いのかけら -Close to-
- Iris 〜イリス〜
- すべてがFになる[4]
- てんたま 1st Sunny Side（編曲・効果音を担当。原曲は山本真詞による作曲）
- てんたま 2wins
- Monochrome
- マビノ×スタイル
- Lの季節2 invisible memories
- 龍刻 RYU-KOKU
- Separate Hearts
- 極上生徒会（コナミより発売）
- 名探偵コナン 3人の名推理（一部サウンド）
- エンジェルズフェザー（効果音）
- 解決！オサバキーナ（効果音）
- 水の旋律（追加効果音）
- ウミショー（効果音）
- プリズムアーク（効果音）
- ナイトウィザード the Video Game 〜Denial of the World〜（効果音）
- かのこん（効果音）
- キモかわE!（効果音）
- ヒャッコ よろずや事件簿!（効果音）
- スキップ・ビート!（効果音）
- 11eyes CrossOver（効果音）
- 大正野球娘。〜乙女達乃青春日記〜（効果音）
- コープスパーティー Book of Shadows（効果音）
- コープスパーティー2U サチコの恋愛遊戯（効果音）
- コープスパーティー BLOOD DRIVE（効果音）
- 暁の護衛 トリニティ（効果音）
- あの日見た花の名前を僕達はまだ知らない。（効果音）
- カデンツァ フェルマータ アコルト：フォルテシモ（効果音）
- やはりゲームでも俺の青春ラブコメはまちがっている。（効果音）
- やはりゲームでも俺の青春ラブコメはまちがっている。完（効果音）
- 這いよれ!ニャル子さん 名状しがたいゲームのようなもの（効果音）
- BEYOND THE FUTURE -FIX THE TIME ARROWS-（効果音）
- バレットソウル（効果音）
- 暁のアマネカと蒼い巨神（工画堂スタジオより発売）
- アイテムゲッター 〜僕らの科学と魔法の関係〜
- サモンナイトグランテーゼ 滅びの剣と約束の騎士
- Lucian Bee's
- B-PROJECT 流星*ファンタジア
- スカーレッドライダーゼクス
- モノクローム・ファクター
- 伯爵と妖精〜夢と絆に想いを馳せて〜
- DUNAMIS15
- DISORDER6
- マブラヴオルタネイティヴクロニクルズ03
- アイドル事変
- 解放少女 SIN
- 超銀河船団
- 新次元ゲイム ネプテューヌVII
- 冴えない彼女の育てかた -blessing flowers-
- ファントムブレイカー
- ファントムブレイカー：エクストラ
- ファントムブレイカー：バトルグラウンド
- ファントムブレイカー：バトルグラウンドオーバードライブ
- ファントムブレイカー：オムニア
- OGRE TALE -鬼譚-
- 科学アドベンチャーシリーズ
  - CHAOS;HEAD
  - CHAOS;HEAD Noah
  - CHAOS;HEAD らぶChu☆Chu！
  - STEINS;GATE
  - STEINS;GATE 比翼恋理のだーりん
  - STEINS;GATE 線形拘束のフェノグラム
  - STEINS;GATE 変移空間のオクテット
  - STEINS;GATE0
  - ROBOTICS;NOTES
  - ROBOTICS;NOTES DaSH
  - CHAOS;CHILD
  - CHAOS;CHILD らぶchu☆chu!!
  - OCCULTIC;NINE
  - ANONYMOUS;CODE
- 花咲くまにまに
- パンチライン（効果音・一部BGM制作・映像サウンド周りなど）
- かまいたちの夜 輪廻彩声（アレンジ・効果音など）
- PSYCHO-PASS サイコパス 選択なき幸福（効果音・一部BGM）
- この世の果てで恋を唄う少女YU-NO（効果音他）
  - ユーノの大冒険
- 幻想マネージュ
- この素晴らしい世界に祝福を!〜この欲望の衣装に寵愛を！〜
- たいみんぐぅ〜
- ファミコン探偵倶楽部 消えた後継者（Nintendo Switch版）
- ファミコン探偵倶楽部 うしろに立つ少女（Nintendo Switch版）
- ファミコン探偵倶楽部 笑み男
- シンスメモリーズ 星天の下で[8]
- 岩倉アリア
- 8BIT MUSIC POWER ENCORE

### TVアニメ関連
- モノクローム・ファクター[9]
- STEINS;GATE
- STEINS;GATE0
- 劇場版 STEINS;GATE 負荷領域のデジャヴ
- スカーレッドライダーゼクス
- ぱすてるメモリーズ（7話エンディング曲・Sparkle☆Power(8bit Ver.)）

### 参加CD
- ファミソン8BIT（momo-iによるアニメソングカバーアルバム：７曲アレンジ参加）
- ファミソン8BIT momo-i STAGE2（８曲アレンジ参加）
- HUDSON Premium Audio Collection（４曲アレンジ参加）
- 兄顔しずか～オンナノコのキモチ（１曲アレンジ参加）
- クリミナルガールズ（エンディングテーマソング作編曲）
- ファミソン・アイドルマスター（作編曲参加）
- FMファミソン16BIT -ANIME STAGE-（３曲アレンジ参加）
- ファミソン8BITスタジオ～邦楽編（２曲アレンジ参加）
- ファミソン8BIT USA 洋楽編（２曲アレンジ参加）
- さんさんな夏！
- さんさんの冬。
- あすか120% ~BURNING Remixes~（１曲アレンジ参加）
- LIBRARIES
- LIBRARIES II
- LIBRARIES III -Takeshi Abo works with ANONYMOUS;CODE-
- GATE OF STEINER 10th Anniversary
- FM VERTEX I - CHAOS THEORY
- ニューラル・ギア ３３周年記念 X６８０００音楽篇 完全版（１曲アレンジ参加）